# クリアリング
クリアリング（清算とも。英: clearing）とは、経済取引における一つのプロセス。「決済」（本記事内#決済参照）の前段階に位置するプロセスであり、多数の債権・債務を差し引きすることで債権・債務を整理することを指す。取引によってはクリアリングプロセスが存在しないものもある。
クリアリングはクリアリングハウス（清算機関）が主体となって行う。

## 定義
下記に定義する「決済」プロセスの次に存在するプロセスが「クリアリング」となる。

### 決済
経済取引では、取引当事者間で、
1. お金を受けとる権利（債権）または渡す義務（債務）
2. 財・サービスを受けとる権利（債権）または渡す義務（債務）

の両方が発生することが一般的である。
ここでは「決済」を、「経済取引に伴い発生するお金の受払いや財・サービスの受渡しを実際に行うことにより、こうした債権・債務を解消すること」と定義する。

### クリアリング (清算)
クリアリングとは上述「決済」プロセスに先立って、多数の債権・債務を差し引きすることで債権・債務を整理するプロセスを言う。

## クリアリングの具体例、クリアリング有無の比較

### クリアリングの具体例
簡便のため、本記事内#決済で記述した 2種類の債権・債務のうち、1種類目の「お金を受けとる権利（債権）または渡す義務（債務）」のみを検討対象として考える。(※現実世界では、2点目の「財・サービスを受けとる権利（債権）または渡す義務（債務）」についてもクリアリングの対象となりうる場合もあることに注意）

#### 状況
以下のような状況を考える。(※A,B,C,Dはそれぞれ取引当事者。それぞれの金銭債権・債務の裏側の、財・サービスの債権・債務についてはここでは考えない)
1. A が B に30億円支払う必要がある
2. B が C に20億円支払う必要がある
3. C が D に10億円支払う必要がある
4. D が A に40億円支払う必要がある
5. A が C に50億円支払う必要がある

#### 考察(クリアリングプロセスなしの場合)
上記のような状況において、仮にクリアリングプロセスがなくいきなり決済プロセスとなったとすると、たとえばAは「Bに30億円払い」「Dから40億円受け取り」「Cに50億円支払い」という3件の資金移動を実施しなければならない。

#### 考察(クリアリングプロセスありの場合)
上記のような状況において、クリアリングのプロセスを決済プロセスの前に挟むとどうなるか。
クリアリングプロセスが実施されるには、クリアリングハウス（清算機関とも）が存在する必要があるが、ここでは V社がクリアリングハウスとして(A,B,C,Dから)任命され、下記クリアリングプロセス1, 2が順に実施されるとする。

##### クリアリングプロセス1 (取引の置換え)
上記例の、5ペアの金銭債権・債務をそれぞれ、「Vクリアリングハウス社」を挟むような資金移動に置き換える。すなわち、
- A が V に30億円支払う
- V が B に30億円支払う
- B が V に20億円支払う
- V が C に20億円支払う
- C が V に10億円支払う
- V が D に10億円支払う
- D が V に40億円支払う
- V が A に40億円支払う
- A が V に50億円支払う
- V が C に50億円支払う

のような合計10個の資金移動となる。

##### クリアリングプロセス2 (ネッティング)
ここで前述の取引の置換え実施後の資金移動をよく見てみると、
- A が V に30億円支払う
- V が A に40億円支払う
- A が V に50億円支払う

の3つについては、A・V間での資金移動であることがわかる。これら3つを相殺すると、「A が V に40億円支払う」の一回の資金移動に変える（これをネッティングという）ことが可能である。(※A・V間ネッティング後は、Aからの支払いを正とすれば 30 - 40 + 50 = 40億となる)
以上のようにネッティングを行っていくと、ネッティング後には下記 4つの資金移動となる。
- A が V に40億円支払う
- V が B に10億円支払う
- V が C に60億円支払う
- D が V に30億円支払う

### クリアリング有無の比較
ここまで、クリアリングプロセスあり・なしのそれぞれの場合を考察してきたが、結果を比較してみることとする。

#### 受け・払いの件数
Aが払ったり受け取ったりする件数を比較すると、
|                                | Aが払ったり受け取ったりする件数 |
| ------------------------------ | ------------------------------- |
| クリアリングプロセスなしの場合 | 3件                             |
| クリアリングプロセスありの場合 | 1件                             |

のように、クリアリングプロセスありの場合の方が少ない。通常Aとしては何件も資金移動を行うよりは1件だけの移動の方が、例えば管理コスト等の面で望ましい。
A以外の B,C,D のそれぞれから見ても、やはり受け・払いの件数はそれぞれ1件だけでよい。

#### カウンターパーティリスク
ここではBの抱えるカウンターパーティリスクがどうなっているかを検討する。
|                                | Bの抱えるカウンターパーティリスクの相手 | Bの抱えるカウンターパーティリスクの額 |
| ------------------------------ | --------------------------------------- | ------------------------------------- |
| クリアリングプロセスなしの場合 | A                                       | 30億円                                |
| クリアリングプロセスありの場合 | V                                       | 10億円                                |

クリアリングプロセスを導入することで、Bにとってはカウンターパーティリスクの額が(30億円から)10億円に減ることになる。
また一般的には、多くの取引当事者よりもクリアリングハウスの方が破綻する可能性は小さいとされている（※というより、クリアリングハウスに対しては破綻可能性を下げるように国家などから規制を重く課されている)。
上記2点の(クリアリングプロセスありの場合の)メリットは、基本的にすべてのクリアリングプロセス参加者において当てはまる。(※クリアリング前後で、カウンターパーティリスクの額が減らない参加者が現れる可能性はあるが、増える参加者は現れない）

#### 比較結果のまとめ
受け・払いの件数とカウンターパーティリスクの2つの観点で比較をしてきたが、いずれの観点でも、クリアリングプロセスを実施したほうが望ましいという結果となった。

## 清算集中義務
リーマンショック後に世界的に金融危機が拡大した一つの要因として、ある金融機関がデフォルトしたときに、その金融機関との取引、特に店頭デリバティブ取引（※クリアリングされていないもの）による影響が大きいことが叫ばれた。結果として、2009年のG20首脳会議にて、金融機関同士の店頭デリバティブ取引の成立後、速やかにCCP（中央清算機関）にクリアリングさせなければならないという義務である清算集中義務が一部の国で金融機関に対し課されることになった。
本件経緯については、別記事内 店頭デリバティブ#金融危機と店頭デリバティブならびに店頭デリバティブ#店頭デリバティブ規制 に詳しい記載あり
店頭デリバティブ取引を清算集中することで、上述しているような仕組みでカウンターパーティリスクを抑えることができる。

### 日本における清算集中義務
日本においても金融商品取引法第156条の62により、清算集中義務が一部の店頭デリバティブ取引の種類および金融機関に課されている。
具体的な取引種類は、クレジット・デフォルト・スワップ（CDS）取引の一部および金利スワップ取引の一部であり、日本証券クリアリング機構がクリアリング対象としているという条件が共通で付されている。同法、店頭デリバティブ取引等の規制に関する内閣府令（以下、店頭デリバ府令とも）、ならびに金融庁告示第六十号によって以下のように定められている（ただし、これらに当てはまる場合であっても店頭デリバ府令第2条3項・4項において除外される場合がある）。
【グループ1】
金融商品取引法第156条の62 1号
店頭デリバティブ取引その他の取引のうち、取引高その他の取引の状況に照らして、その取引に基づく債務の不履行が我が国の資本市場に重大な影響を及ぼすおそれがあるものであつて、その特性にかんがみ、我が国において清算する必要があるものとして内閣府令で定める取引
店頭デリバティブ取引等の規制に関する内閣府令第2条1項
（同法同条同号の取引は）同法第二条第二十二項第六号に掲げる取引であって、複数の内国法人（国内に本店又は主たる事務所を有する法人をいう。以下この項において同じ。）の信用状態に係る事由又は同法第2条に規定する定義に関する内閣府令（平成五年大蔵省令第十四号）第20条に規定する事由（複数の内国法人に係るものに限る。）を同号に規定する事由とするもののうち、金融庁長官が指定するもの
平成24年金融庁告示第六十号（店頭デリバティブ取引等の規制に関する内閣府令第二条第一項及び第二項に規定する金融庁長官が指定するものを定める件）第1条
（店頭デリバ府令同条同項の取引は）店頭デリバティブ取引等の規制に関する内閣府令第二条第一項に規定する金融庁長官が指定するものは、iTraxxJapanのうち五十以下の内国法人（国内に本店又は主たる事務所を有する法人をいう。以下この条において同じ。）の信用状態に係る事由又は同法第2条に規定する定義に関する内閣府令（平成五年大蔵省令第十四号）第20条に規定する事由（五十以下の内国法人に係るものに限る。）を同項に規定する事由とする取引であって、株式会社日本証券クリアリング機構が、当該取引に基づく債務をその行う金融商品債務引受業（同法第2条28項に規定する金融商品債務引受業をいう。）の対象としているもの（店頭デリバ府令の施行の日の直前の更新日（内国法人の組合せを組成する日をいう。以下この条において同じ。）の前々回の更新日以降に内国法人の組合せが組成された取引に限る。）
【グループ2】
金融商品取引法第156条の62 2号
店頭デリバティブ取引その他の取引のうち、取引高その他の取引の状況に照らして、その取引に基づく債務の不履行が我が国の資本市場に重大な影響を及ぼすおそれがあるものとして内閣府令で定める取引（前号に掲げる取引を除く。）
店頭デリバティブ取引等の規制に関する内閣府令第2条2項
（同法同条同号の取引は）同法第二条第二十二項第五号に掲げる取引であって、当事者が元本（円建てのものに限る。）として定めた金額について当事者の一方が相手方と取り決めた利率又は市場金利の約定した期間における変化率（以下この項において「利率等」という。）に基づいて金銭（円建てのものに限る。以下この項において同じ。）を支払い、相手方が当事者の一方と取り決めた利率等に基づいて金銭を支払うことを相互に約するもののうち、金融庁長官が指定するもの
平成24年金融庁告示第六十号（店頭デリバティブ取引等の規制に関する内閣府令第二条第一項及び第二項に規定する金融庁長官が指定するものを定める件）第2条
（店頭デリバ府令同条同項の取引は）当事者の一方が相手方に支払う金銭と相手方が当事者の一方に支払う金銭の少なくともいずれか一方が変動金利に基づくもののうち、次の各号のいずれかに掲げる取引であって、株式会社日本証券クリアリング機構が、当該取引に基づく債務をその行う金融商品債務引受業（同法第2条28項に規定する金融商品債務引受業をいう。）の対象としているもの
一 変動金利が三か月物の円LIBORに該当する取引
二 変動金利が六か月物の円LIBORに該当する取引
三 変動金利が三か月物のユーロ円TIBORに該当する取引（約定の日から取引の効力が消滅する日までの期間が1839日以内であるものに限る。）
四 変動金利が六か月物のユーロ円TIBORに該当する取引（約定の日から取引の効力が消滅する日までの期間が3666日以内であるものに限る。）

## 関係する用語

### 債務負担・債務引受け
本記事内#クリアリングプロセス1 (取引の置換え)で説明したプロセスである、当事者A-B間で成立した債権・債務関係の間にクリアリングハウスが入って、クリアリングハウス-A間とクリアリングハウス-B間の債権・債務関係に置換えることを特に「クリアリングハウスが債務負担（もしくは債務引受け）する」と言うことがある。

### 清算約定
本記事内#クリアリングプロセス1 (取引の置換え)で説明したプロセスである、当事者A-B間で成立した債権・債務関係の間にクリアリングハウスが入って、クリアリングハウス-A間とクリアリングハウス-B間の債権・債務関係に置換えた後のクリアリングハウス-A間またはクリアリングハウス-B間の債権・債務関係を、清算約定と呼ぶことがある。